# Smilovac
Smilovac (en serbe cyrillique : Смиловац) est un village de Serbie situé dans la municipalité de Ražanj, district de Nišava. Au recensement de 2011, il comptait 892 habitants.
Smilovac est officiellement classé parmi les villages de Serbie. 

## Démographie

### Évolution historique de la population
| 1948  | 1953  | 1961  | 1971  | 1981  | 1991  | 2002  | 2011 | 2022 |
| ----- | ----- | ----- | ----- | ----- | ----- | ----- | ---- | ---- |
| 1 569 | 1 622 | 1 592 | 1 486 | 1 433 | 1 286 | 1 052 | 892  | 662  |

|  |